# Christian Dupont
Christian Dupont (ur. 3 maja 1947 w Gosselies) – belgijski i waloński polityk, nauczyciel oraz samorządowiec, działacz Partii Socjalistycznej, minister na szczeblu federalnym i regionalnym, parlamentarzysta.

## Życiorys
Ukończył studia z zakresu filologii niemieckiej na Université de Liège, po czym do 1988 pracował jako nauczyciel i pedagog. Dołączył do walońskiej Partii Socjalistycznej. Od drugiej połowy lat 70. wybierany na radnego miejskiego w Pont-à-Celles. W latach 1987–1995 był radnym prowincji Hainaut. Od 1989 do 2003 sprawował urząd burmistrza Pont-à-Celles. W latach 1995–2003 i w 2004 był posłem do Parlamentu Walońskiego.
W latach 2003–2004 pełnił funkcję ministra w rządzie wspólnoty francuskiej, odpowiadając za kulturę, służby publiczne, sprawy młodzieży i sportu. Następnie do 2008 wchodził w skład dwóch federalnych gabinetów Guya Verhofstadta jako minister służb publicznych, integracji społecznej i mieszkalnictwa (2004–2007) oraz minister emerytur i integracji społecznej (2007–2008). W 2007 został wybrany w skład Izby Reprezentantów. Od 2008 do 2009 ponownie zasiadał w rządzie wspólnoty francuskiej, odpowiadając za edukację. W latach 2009–2014 kolejny raz sprawował mandat posła do Parlamentu Walońskiego. Jednocześnie w 2009 powrócił na urząd burmistrza Pont-à-Celles.